# Estación ecológica Río Acre
La Estación ecológica Río Acre (en portugués: Estação Ecológica Rio Acre) Es una unidad de conservación de protección integral en Brasil. Con una superficie de 77.500 ha, la estación ocupa parte del territorio de los municipios de Assis Brasil y Sena Madureira , fronterizos con Perú, en el estado de Acre. Fue a través del Decreto Federal Nº 86061, que se creó esta área protegida el 2 de junio de 1981. Su administración ahora recae en el Instituto Chico Mendes para la Conservación de la Biodiversidad ( ICMBio).
La vegetación se caracteriza como tierras bajas del bosque de lluvia tropical en un área de bosques abiertos de palmeras y bambúes . En las inmediaciones de las orillas del río acre se encuentran la Cecropia, planta consideradas pioneras y que desarrollan casi como un bosque homogéneo, que domina el paisaje en varias partes.